# Европско првенство у атлетици на отвореном 1934 — 400 метара за мушкарце
Трка на 400 м у мушкој конкуренцији на 1. Европском првенству у атлетици 1934. у Торинуу одржана је 7. и 8. септембра на Стадиону Бенито Мусолини.

## Земље учеснице
Учествовало је 13 такмичара из 9 земаља.
1. Италија (2)
2. Литванија (1)
3. Луксембург (1)
4. Мађарска (1)
5. Немачка(1)
6. Финска (1)
7. Француска (2)
8. Чехословачка (2)
9. Шведска (2)

## Освајачи медаља
|                      |                          |                              |
| Адолф Мецнер Немачка | Пјер Скавински Француска | Бертил фон Вахенфелт Шведска |

## Резултати

### Квалификације
У финале су се пласирала по прва двојица из све три полуфиналне групе (КВ)
| Место | Група | Атлетичар            | Земља        | Резултат | Бел.    |
| ----- | ----- | -------------------- | ------------ | -------- | ------- |
| 1.    | 1     | Адолф Мецнер         | Немачка      | 48,3     | КВ, РЕП |
| 2.    | 3     | Пјер Скавински       | Француска    | 48,5     | КВ      |
| 3.    | 2     | Рејмонд Боазе        | Француска    | 48,9     | КВ      |
| 4.    | 1     | Марио Рабаљино       | Италија      | 49,0     | КВ      |
| 4.    | 2     | Еторе Тавернари      | Италија      | 49,0     | КВ      |
| 6.    | 1     | Карел Кењицки        | Чехословачка | 49,1     | НР      |
| 6.    | 3     | Бертил фон Вахенфелт | Шведска      | 49,1     | КВ      |
| 8.    | 3     | Берје Страндвал      | Финска       | 49,2     |         |
| 9.    | 2     | Ласло Барши          | Мађарска     | 49,3     |         |
| 10.   | 1     | Свен Стремберг       | Шведска      | 49,4     |         |
| 11.   | 3     | Жан Кромбаш          | Луксембург   | 50,2     |         |
| 12.   | 2     | Мирослав Хрушка      | Чехословачка | 50,4     |         |
| 13.   | 2     | Владас Бакунас       | Литванија    | РН       |         |

### Финале
| Место | Атлетичар            | Земља     | Резултат | Бел. |
| ----- | -------------------- | --------- | -------- | ---- |
|       | Адолф Мецнер         | Немачка   | 47,9     | РЕП  |
|       | Пјер Скавински       | Француска | 48,8     |      |
|       | Бертил фон Вахенфелт | Шведска   | 48,0     | НР   |
| 4.    | Еторе Тавернари      | Италија   | 48,6     | НР   |
| 5.    | Ремон Боасе          | Француска | 48,9     |      |
| 6.    | Марио Рабаљино       | Италија   | РН       |      |